# Commercial Suicide
Commercial Suicide è il primo EP dei Kill for Thrills, uscito nel 1989 per l'etichetta discografica World of Hurt Records.

## Tracce
1. Commercial Suicide
2. Silver Bullets
3. I Wanna Be Your Kill
4. Danger
5. Pump It Up

## Formazione
- Gilby Clarke - voce, chitarra
- Jason Nesmith - chitarra
- Todd Muscat - basso
- Davis Scott - batteria